# Harini
Harini es una cantante de playback de reproducción de cine india, nacida el 30 de abril de 1979 en Chennai y además también interpreta música clásica, interpreta sus temas musicales en para el cine en tamil. También ha interpretado otras canciones en otros idiomas como en hindi, telugu, Canarés y Malayalam, mientras trabajaba con muchos otros compositores reconocidos. Ella está casada con otro cantante de playback o de reproducción, Tippu.

## Carrera
Harini aprendió música junto a Carnatic Gowri y Viswanathan Radha, a la edad de cuatro años. Ella inició su carrera musical cuando participó en un concurso de canto cuando cursaba sus estudios escolares, ella ganó los premios AR Rahman, luego fue invitada para unirse a un coro de voces. Posteriormente, fue llamada por Suhasini Maniratnam lo cual interpretó el tema musical titulado "Nila Kaigirathu" para su primera película titulada, Indira. Su primera canción, "Nila Kaigirathu", lo grabó e interpretó a la edad de 13 años. Desde entonces, ha recibido ofertas de varios directores de música en todo el sur de la India. En su carrera abarca desde hace una década, cantó más de 2000 canciones para distintas películas y varias canciones publicadas en su álbum, la mayoría de ellos en tamil. Ella también atribuye sus habilidades de buena memoria para no tener ninguna referencia de cantar en su etapa. Ella afirma haber conocido todas sus canciones de memoria en cualquier punto en el tiempo. 

## Filmografía
| Año  | Título de la canción      | Nombre de la película           | Idioma  | Co-cantantes                                            | Director musical    |
| ---- | ------------------------- | ------------------------------- | ------- | ------------------------------------------------------- | ------------------- |
| 1995 | "Nila Kaaigiradhu"        | Indira                          | Tamil   | Solo                                                    | A. R. Rahman        |
| 1996 | "Telephone Manipol"       | Indian                          | Tamil   | Hariharan                                               | A. R. Rahman        |
| 1997 | "Hello Mr.Edhirkatchi"    | Iruvar                          | Tamil   | Rajagopal                                               | A. R. Rahman        |
| 1997 | "Manam Virumbuthey"       | Nerukku Ner                     | Tamil   | Solo                                                    | Deva                |
| 1997 | "Soniya Soniya"           | Ratchagan                       | Tamil   | Udit Narayan, Unnikrishnan                              | A. R. Rahman        |
| 1997 | "Cholare Cholare"         | Ullaasam                        | Tamil   | S. P. Balasubramanyam, Venkat Prabhu                    | Karthik Raja        |
| 1997 | "Konjum Manjal"           | Ullaasam                        | Tamil   | Hariharan                                               | Karthik Raja        |
| 1997 | "Veesum Kaatrukku"        | Ullaasam                        | Tamil   | Unnikrishnan                                            | Karthik Raja        |
| 1998 | "Vaarayo Thozhi"          | Jeans                           | Tamil   | Sonu Nigam, Shahul Hameed, Sangeeta Sajith              | A. R. Rahman        |
| 1998 | "Chandaa O Chandaa"       | Kannedhirey Thondrinal          | Tamil   | Solo                                                    | Deva                |
| 1999 | "Kadhal Niagara"          | En Swasa Kaatre                 | Tamil   | Palghat Sriram                                          | A. R. Rahman        |
| 1999 | "Nanda Nandana"           | Ravoyi Chandamama               | Telugu  | S. P. Balasubramanyam                                   | Mani Sharma         |
| 1999 | "Oodha Oodhappu"          | Minsara Kanna                   | Tamil   | Hariharan                                               | Deva                |
| 1999 | "Azhagana Ratchasiye"     | Mudhalvan                       | Tamil   | S. P. Balasubramanyam                                   | A. R. Rahman        |
| 1999 | "Poonguyil Paatu"         | Nee Varuvai Ena                 | Tamil   | Arun Mozhi                                              | S. A. Rajkumar      |
| 1999 | "Himaseemallo"            | Annayya                         | Telugu  | Hariharan                                               | Mani Sharma         |
| 1999 | "Sutthi Sutthi"           | Padayappa                       | Tamil   | S. P. Balasubramanyam                                   | A. R. Rahman        |
| 1999 | "April Mathathil"         | Vaali                           | Tamil   | Unnikrishnan                                            | Deva                |
| 2000 | "Keechu Kiliye"           | Mugavaree                       | Tamil   | Solo                                                    | Deva                |
| 2000 | "Alaipayuthey Kanna"      | Alaipayuthey                    | Tamil   | Kalyani Menon, Neyveli Ramalaxmi                        | A. R. Rahman        |
| 2000 | "Megham Karukuthu"        | Kushi                           | Tamil   | Solo                                                    | Deva                |
| 2000 | "Ninaithhal Nenjukkulle"  | Appu                            | Tamil   | Hariharan                                               | Deva                |
| 2000 | "Enakkena Erkanavae"      | Parthen Rasithen                | Tamil   | Unnikrishnan                                            | Bharathwaj          |
| 2001 | "Ivan Yaaro"              | Minnale                         | Tamil   | Unnikrishnan                                            | Harris Jayaraj      |
| 2001 | "Lux Papa"                | Narasimha Naidu                 | Telugu  | S. P. Balasubramanyam                                   | Mani Sharma         |
| 2001 | "Cheliya Cheliya"         | Kushi                           | Telugu  | Srinivas                                                | Mani Sharma         |
| 2001 | "Ekkada Ekkada"           | Murari                          | Telugu  | S. P. B. Charan                                         | Mani Sharma         |
| 2001 | "Kaadhal Website Ondru"   | Dheena                          | Tamil   | Shankar Mahadevan                                       | Yuvan Shankar Raja  |
| 2001 | "Vunna Maata Cheppalevu"  | Nuvvu Naaku Nachav              | Telugu  | Tippu                                                   | Koti                |
| 2001 | "Suttrum Bhoomi Suttrum"  | Dumm Dumm Dumm                  | Tamil   | Solo                                                    | Karthik Raja        |
| 2001 | "Athaan Varuvaaga"        | Dumm Dumm Dumm                  | Tamil   | Malgudi Subha, Chitra Sivaraman                         | Karthik Raja        |
| 2001 | "Maayavane Maayavane"     | Maayan                          | Tamil   | Solo                                                    | Deva                |
| 2001 | "Vennello Aadapilla"      | Aaskasa Veedhilo                | Telugu  | Devi Sri Prasad                                         | M. M. Keeravani     |
| 2001 | "Chandamama Chandamama"   | Bava Nachadu                    | Telugu  | Hariharan, K. S. Chitra                                 | M. M. Keeravani     |
| 2001 | "Akka Bava Nachada"       | Bava Nachadu                    | Telugu  | Solo                                                    | M. M. Keeravani     |
| 2001 | "Ada Moondrezhuthu"       | Paarthale Paravasam             | Tamil   | Karthik                                                 | A. R. Rahman        |
| 2001 | "Ko Ko Ko"                | Cheppalani Undi                 | Telugu  | S. P. Balasubramanyam                                   | Mani Sharma         |
| 2002 | "Sonnalum Keppadillai"    | Kadhal Virus                    | Tamil   | Unnikrishnan                                            | A. R. Rahman        |
| 2002 | "Tala Talamani"           | Kalusukovalani                  | Telugu  | S. P. B. Charan                                         | Devi Sri Prasad     |
| 2002 | "Ennodu Kaadhal"          | Panchathantiram                 | Tamil   | Mano                                                    | Deva                |
| 2002 | "Aagaya Suriyanai"        | Samurai                         | Tamil   | Harish Raghavendra                                      | Harris Jayaraj      |
| 2003 | "Aalanguyil Koovum Rayil" | Parthiban Kanavu                | Tamil   | Srikanth                                                | Vidhyasagar         |
| 2003 | "Mainaave Mainaave"       | Thithikudhe                     | Tamil   | Chinmayi                                                | Vidhyasagar         |
| 2004 | "Iruvadhu Vayasu"         | Arasatchi                       | Tamil   | Febi Mani                                               | Harris Jayaraj      |
| 2004 | "Mughalai Mughalai"       | Arasatchi                       | Tamil   | Harish Raghavendra                                      | Harris Jayaraj      |
| 2004 | "Thottal Poo Malarum"     | New                             | Tamil   | Hariharan                                               | A. R. Rahman        |
| 2004 | "Andagaada Andagaada"     | Gharshana                       | Telugu  | Solo                                                    | Harris Jayaraj      |
| 2004 | "Emantaaro"               | Gudumba Shankar                 | Telugu  | S. P. B. Charan                                         | Mani Sharma         |
| 2005 | "Kumaari"                 | Anniyan                         | Tamil   | Shankar Mahadevan                                       | Harris Jayaraj      |
| 2005 | "Iyengaaru Veetu Azhagae" | Anniyan                         | Tamil   | Hariharan                                               | Harris Jayaraj      |
| 2005 | "Chi Chi Chi"             | Majaa                           | Tamil   | Shankar Mahadevan                                       | Vidhyasagar         |
| 2005 | "Thappe Illai"            | Mazhai                          | Tamil   | S. P. Balasubramanyam                                   | Devi Sri Prasad     |
| 2005 | "Yaaridamum"              | Thotti Jaya                     | Tamil   | Ramesh Vinayagam                                        | Harris Jayaraj      |
| 2005 | "Mazhai Mazhai"           | Ullam Ketkume                   | Tamil   | Unnikrishnan                                            | Harris Jayaraj      |
| 2005 | "O Prema"                 | 10th Class                      | Telugu  | Solo                                                    | Mickey J Meyer      |
| 2006 | "Sudum Nilavu"            | Thambi                          | Tamil   | Unnikrishnan                                            | Vidhyasagar         |
| 2006 | Orugalluke Pilla Pilla    | Sainikudu                       | Telugu  | Karunya, Malathi Lakshman                               | Harris Jayaraj      |
| 2006 | "Oka Maata Cheppana"      | Sivakasi                        | Tamil   | Karthik                                                 | D. Imman            |
| 2006 | "Kalanainaa"              | Chukkalo Chandrudu              | Telugu  | Karthik                                                 | Chakri              |
| 2007 | "Mudhal Mudhal"           | Unnale Unnale                   | Tamil   | Karthik                                                 | Harris Jayaraj      |
| 2007 | "Male Bille Male Bille"   | Sainika                         | Kannada | Solo                                                    | Deva                |
| 2008 | "Siru Paarvayilae"        | Bheema                          | Tamil   | Karthik                                                 | Harris Jayaraj      |
| 2008 | "Medhuvaa Medhuvaa"       | Pirivom Santhippom              | Tamil   | Karthik                                                 | Vidhyasagar         |
| 2008 | "Naa Prema"               | Ullasamga Utsahamga             | Telugu  | Karthik                                                 | G. V. Prakash Kumar |
| 2008 | "Ippave Ippave"           | Raman Thediya Seethai           | Tamil   | Madhu Balakrishnan                                      | Vidhyasagar         |
| 2008 | "Maaman Engirukka"        | Poo                             | Tamil   | Karthik, Tippu                                          | S. S. Kumaran       |
| 2009 | "Hasili Fisili"           | Aadhavan                        | Tamil   | Karthik, Dr. Burn                                       | Harris Jayaraj      |
| 2010 | "Nammakam Iyyara"         | Komaram Puli                    | Telugu  | K. S. Chitra, Madhushree                                | A. R. Rahman        |
| 2010 | "Semmozhiyaana Thamizh"   | Semmozhiyaana Thamizh Mozhiyaam | Tamil   | Various                                                 | A. R. Rahman        |
| 2010 | "Pookal Pookum"           | Madrasapattinam                 | Tamil   | Roop Kumar Rathod, Andrea Jeremiah, G. V. Prakash Kumar | G. V. Prakash Kumar |
| 2010 | "Mila Milamani"           | Baava                           | Telugu  | Ranjith                                                 | Chakri              |
| 2011 | "Poovin Manam"Source:     | Narthaki                        | Tamil   | Tippu                                                   | G. V. Prakash Kumar |
| 2011 | "Thiru Thiru Gananaadha"  | 100% Love                       | Telugu  | Solo                                                    | Devi Sri Prasad     |
| 2011 | "Orey Oru"                | Venghai                         | Tamil   | Tippu                                                   | Devi Sri Prasad     |
| 2011 | "Nila Nila Poguthae"      | Aravaan                         | Tamil   | Vijay Prakash                                           | karthik             |
| 2011 | "Jiyajaley"               | Bodyguard                       | Telugu  | Haricharan                                              | S. Thaman           |

## Premios y reconocimientos

### Premios en Tamil
- 2003 - Tamil Nadu State Film Award for Best Female Playback for Aalanguyil (Parthiban Kanavu)
- 1997 - Tamil Nadu State Film Award for Best Female Playback for Manam Virumbuthe (Nerukku Ner)

### Otros premios
- 2004 - ITFA Best Female Playback Award
- 2000 - Silver Screen MGR Award (in Singapur)
- 1999 - Pace Award
- 1998 - Roja Award
- 1997 - Madras Cultural Academy Awards